# Kirkebygda
Kirkebygda è un comune della Norvegia, situato nella municipalità di Enebakk, nella contea di Akershus.